# San Secondo Parmense
San Secondo Parmense – miejscowość i gmina we Włoszech, w regionie Emilia-Romania, w prowincji Parma.
Według danych na rok 2004 gminę zamieszkiwało 5028 osób, 132,3 os./km².
Urodziła się tutaj Alberta Brianti, włoska tenisistka.